# Provincia di Vicenza
La provincia di Vicenza è una provincia italiana del Veneto di 854 296 abitanti.
Confina a nord e a ovest con il Trentino-Alto Adige (provincia autonoma di Trento), a nord-est con la provincia di Belluno e la provincia di Treviso, a sud-est con la provincia di Padova, a ovest con la provincia di Verona. Nell'Altopiano dei Sette Comuni ancora oggi si parla il cimbro.
È una delle province più ricche d'Italia e dalle maggiori esportazioni nel settore manifatturiero, infatti fa parte del "Club dei 15", cioè le quindici province italiane più industrializzate secondo questi criteri:
- alto reddito (20 000 euro per abitante – primo quartile per l'Italia);
- contributo dell'industria (comprese costruzioni) al valore aggiunto superiore al 35% - la UE 25 ha una media del 29% (Italia 28%) ed individua la soglia dei territori industriali al 30%;
- quota dell'occupazione industriale superiore al 40% - la UE 25 ha una media del 27% (Italia 31%).

Con l'11,0% della popolazione totale (al 2013) la provincia si colloca al quinto posto tra le province italiane per numero di stranieri residenti, appena dopo altre due province della Regione Veneto (Verona e Treviso).
Nell'annuale classifica delle province italiane per la migliore qualità di vita, redatta da ItaliaOggi con la collaborazione dell'Università "La Sapienza", nel 2017 si piazza al quarto posto dietro a Bolzano, Trento e Belluno.

## Geografia fisica

### Morfologia del territorio

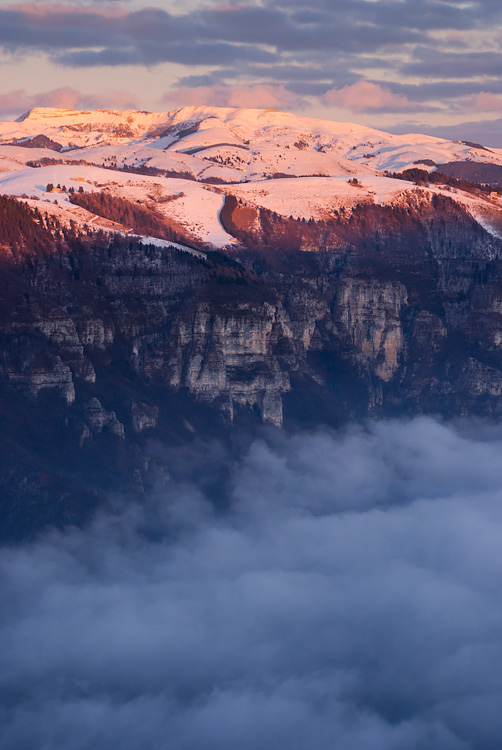
Il versante vicentino del Monte Grappa

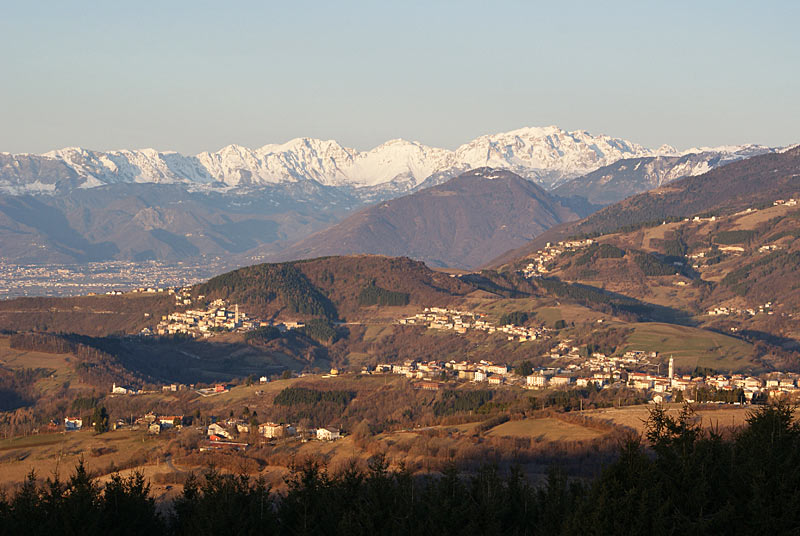
Versante sud dell'altopiano di Asiago, monte Summano e le Piccole Dolomiti sullo sfondo

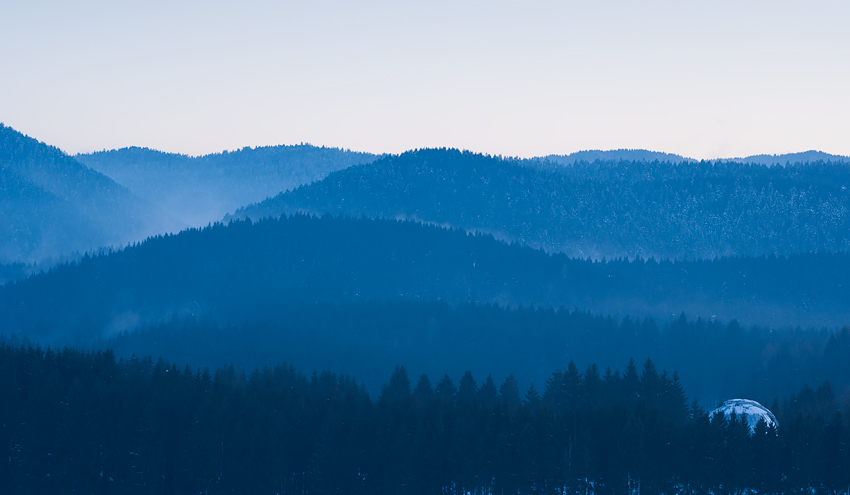
La cupola dell'Osservatorio astrofisico di Asiago immersa nelle foreste dell'altopiano

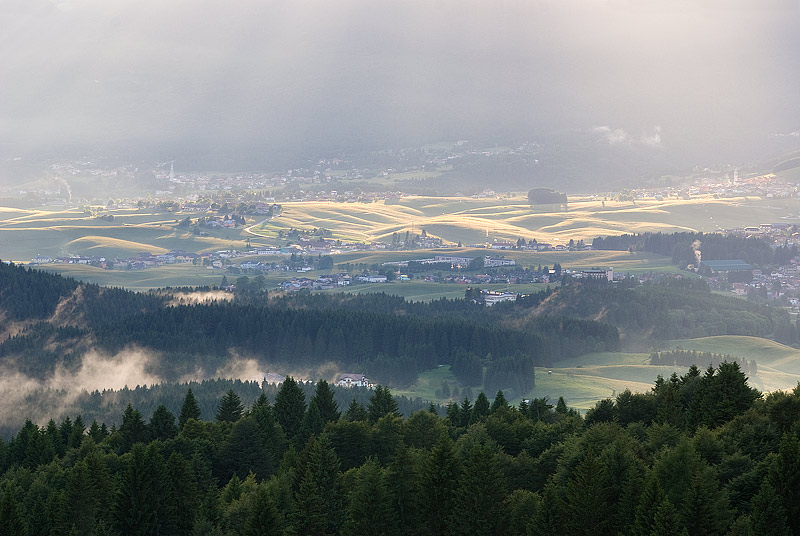
La conca di Asiago

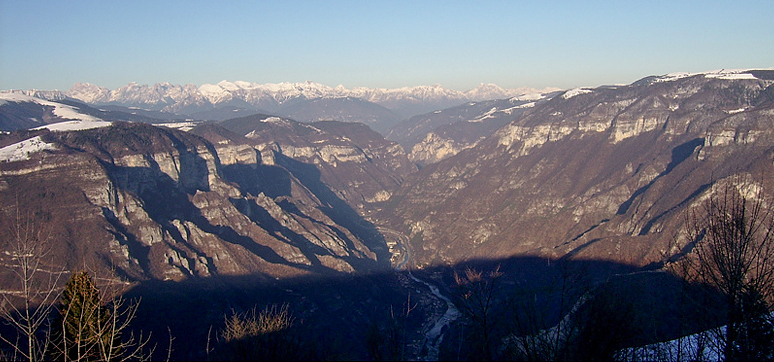
La Valsugana vicentina

La provincia comprende una zona della Pianura padana, denominata "Pianura veneta", che si insinua fino al centro della provincia nella zona di Schio e Thiene.
A nord si trovano le Prealpi vicentine e le Alpi venete, tra le quali si staglia l'altopiano dei Sette Comuni che occupa oltre un quinto dell'intera provincia, ed è delimitato a nord dalla linea dei rilievi più alti della provincia che arrivano in Cima Dodici a oltre 2.340 m s.l.m., a est dal canale di Brenta che lo separa dal monte Grappa e ad ovest dalla Valdastico, oltre la quale si elevano il monte Summano, il monte Novegno, il Pasubio e le Piccole Dolomiti.
Nella zona occidentale della provincia corrono tre valli praticamente parallele a partire dalle Piccole Dolomiti e dal Pasubio: sono rispettivamente, da est ad ovest, la val Leogra, la valle dell'Agno e la valle del Chiampo. La dorsale collinare a ovest di quest'ultima valle rappresenta il confine con la provincia di Verona. A sud del capoluogo, situato all'incirca al centro della provincia, sorgono i Colli Berici, piccoli rilievi collinari che sfiorano nella loro quota massima i 450 metri, ma che sono di particolare interesse naturalistico e paesaggistico.

#### Monti
Principali vette oltre i 2.000 m:
| Denominazione       | Altezza (m) | Gruppo Montuoso            |
| ------------------- | ----------- | -------------------------- |
| Cima XII            | 2.341 m     | Altopiano dei Sette Comuni |
| Cima Portule        | 2.310 m     | Altopiano dei Sette Comuni |
| Cima Carega         | 2.259 m     | Gruppo del Carega          |
| Cima Palon          | 2.239 m     | Massiccio del Pasubio      |
| Cima della Caldiera | 2.124 m     | Altopiano dei Sette Comuni |
| Monte Ortigara      | 2.105 m     | Altopiano dei Sette Comuni |
| Monte Verena        | 2.015 m     | Altopiano dei Sette Comuni |

#### Passi e Valichi
| Denominazione        | Altezza (m) | Collegamento                                                                      |
| -------------------- | ----------- | --------------------------------------------------------------------------------- |
| Porte del Pasubio    | 1.928 m     | Posina (VI) - Vallarsa (TN)                                                       |
| Passo della Lora     | 1.716 m     | Valle dell'Agno (VI) - Valle del Chiampo - Val d'Illasi (VR)- Val dei Ronchi (TN) |
| Passo di Campogrosso | 1.460 m     | Recoaro Terme (VI) - Vallarsa (TN)                                                |
| Bocchetta Campiglia  | 1.216 m     | Posina (VI) - Valli del Pasubio (VI)                                              |
| Passo della Borcola  | 1.207 m     | Posina (VI) - Terragnolo (TN)                                                     |
| Pian delle Fugazze   | 1.163 m     | Valli del Pasubio (VI) - Vallarsa (TN)                                            |
| Passo Xomo           | 1.058 m     | Posina (VI) - Valli del Pasubio (VI)                                              |
| Passo Santa Caterina | 796 m       | Valdagno (VI) - Altissimo (VI)                                                    |
| Passo Xon            | 671 m       | Recoaro Terme (VI) - Valli del Pasubio (VI)                                       |
| Passo dello Zovo     | 631 m       | Valdagno (VI) - Schio (VI)                                                        |

#### Valli
La Valle del Chiampo, compresa fra le Piccole Dolomiti e i monti Lessini, scorre in direzione nord-sud, al confine con la provincia di Verona, percorsa dal torrente omonimo. Lunga una trentina di chilometri, molto stretta e impervia nella sua parte alta, è scarsamente abitata pur essendo caratterizzata da bellezze paesaggistiche e naturali considerevoli.
La Valle dell'Agno è una valle delle Prealpi vicentine che scorre anch'essa da nord a sud, percorsa dall'omonimo torrente, a partire dalle Piccole Dolomiti per una trentina di chilometri.
La Val Leogra è una profonda incisione nelle Prealpi vicentine in cui si è incanalato il torrente Leogra; va da Pian delle Fugazze a Schio.
Anche la Val d'Astico scende dalle prealpi solcata dal torrente Astico. La parte più alta è in provincia di Trento; passata Lastebasse, dopo aver superato il comune di Valdastico, la valle scorre in direzione nord-sud e si apre sulla pianura vicentina tra gli abitati di Piovene Rocchette e Caltrano.
Il Canale di Brenta - chiamato anche Val Brenta o Valsugana vicentina - è la stretta valle compresa tra i comuni di Bassano del Grappa e Cismon del Grappa. Pur rappresentando, di fatto, l'estremità meridionale della Valsugana, presenta dei caratteri propri che lo distinguono sia dal punto di vista geografico che da quello antropico.
La Val Liona rappresenta la più importante incisione valliva dei Colli Berici; il fiume che le dà il nome (la Liona) inizia il suo corso presso la "Fontana de le Done" o "de le Fate" sotto il paese di San Gottardo per giungere alla strada che collega Sossano con Orgiano, raggiungendo la lunghezza di oltre 12 chilometri.

#### Fiumi

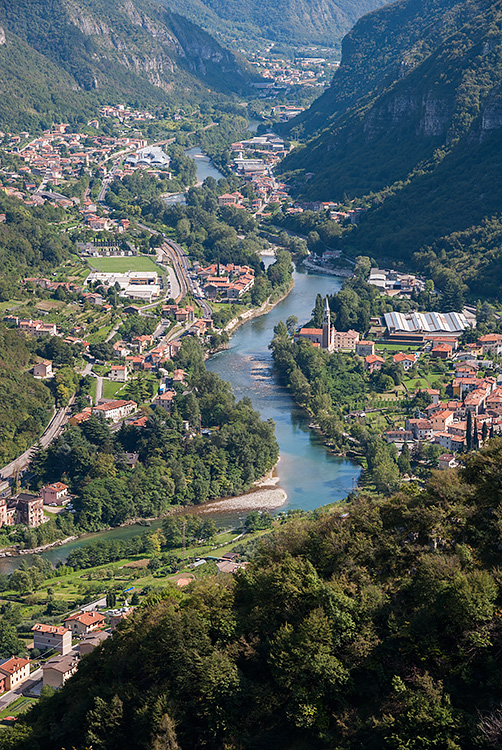
Il Canale di Brenta dove scorre l'omonimo fiume

Vicenza è una provincia che conta diversi fiumi, torrenti e canali: uno di essi è il Bacchiglione, che nasce da alcune risorgive nei comuni di Dueville e di Villaverla, prendendo inizialmente il nome di "Bacchiglioncello". Poco a monte della città di Vicenza riceve le acque provenienti dal sottobacino del Leogra-Timonchio (che scende dal monte Pasubio) e assume il nome di Bacchiglione. Confluisce in esso anche la roggia Seriola.
Proprio a Vicenza riceve da destra le acque del fiume Retrone e da sinistra quelle del torrente Astichello.
Altri tributari giungono da sinistra a sud est del capoluogo: il fiume Astico-Tesina e il Ceresone. Il fiume Bacchiglione confluisce presso la località "Ca' Pasqua" nel fiume Brenta.
Queste diverse confluenze presso il capoluogo hanno dato luogo, nel corso dei secoli, a vari episodi di allagamenti ed alluvioni, l'ultima delle quali verificatasi nei primi giorni di novembre del 2010.
Il Brenta, che nasce in Trentino e percorre tutta la Valsugana attraversando i comuni di Valbrenta, Solagna, Pove del Grappa e Bassano del Grappa - dove scorre sotto il famoso Ponte degli Alpini progettato da Andrea Palladio -, prosegue il percorso planiziale con struttura meandriforme e alimenta le falde freatiche di diversi fiumi di risorgiva quali il Sile, il Dese e altri minori. Transita in prossimità di Nove, Cartigliano, Tezze sul Brenta continuando il suo percorso in provincia di Padova e sfociando a Chioggia, in provincia di Venezia.
Ad ovest della provincia scorrono i fiumi Agno/Guà e il torrente Chiampo.
Nella Valle dell'Agno scorre l'Agno; dalla sua confluenza con il torrente Restena presso Tezze di Arzignano si origina il Guà che prosegue per Montecchio Maggiore, dove riceve le acque del Poscola e poi prosegue per tutto il sudovest vicentino, il veronese e il padovano, cambiando nome varie volte.
Il fiume Chiampo nasce nella Valle del Chiampo e arrivato a Montebello Vicentino devia verso il veronese.

Fino al XVI secolo le acque del Chiampo confluivano nel Guà.

#### Laghi

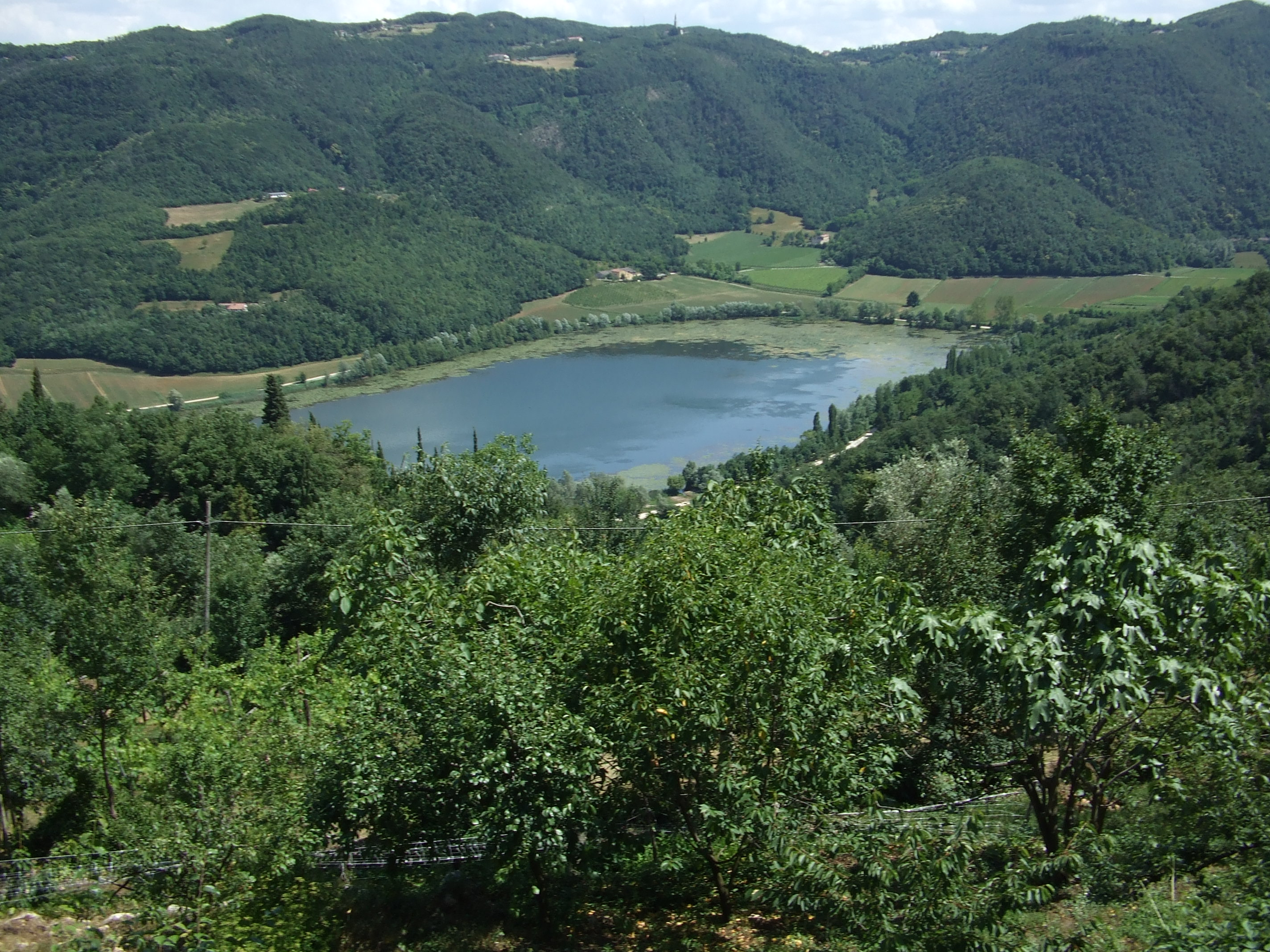
Lago di Fimon

L'unico lago di dimensioni significative dell'intera provincia è il lago di Fimon, che si trova poco fuori Vicenza nel comune di Arcugnano. Il lago è di modeste dimensioni (0,67 km²) e poco profondo (in media 2 m); esso presenta un fondo melmoso e vegetazione abbondante, caratteristiche che, unite alla scarsa profondità, lo rendono un habitat adatto ai ciprinidi.
In particolare le specie ittiche presenti da lungo tempo (almeno dal 1887, anno cui risale lo studio del Tarassi) sono: la carpa (Cyprinus carpio), la tinca (Tinca tinca), il luccio (Esox lucius), la scardola (Scardinius erythrophthalmus), l'anguilla (Anguilla anguilla), la savetta (Chondrostoma soetta) e la lasca (Chondrostoma genei).
La popolazione ittica attuale è differente, dal momento che sono apparse nuove specie e ne sono scomparse altre: tra queste la lasca e la savetta, tra le prime il persico trota (Micropterus salmoides), il persico sole (Lepomis gibbosus), il persico reale (Perca fluviatilis) e il pesce gatto (Ictalurus melas). Dall'inizio degli anni ottanta è presente anche l'abramide (Abramis brama), specie originaria del centro-est europeo.
Il lago è un punto di interesse archeologico per il ritrovamento di resti di insediamenti risalenti ad almeno due epoche differenti: uno al neolitico e uno all'età del bronzo. Pioniere nell'analisi e nella catalogazione dei resti archeologici provenienti dalla zona fu il naturalista vicentino Paolo Lioy.

#### Grotte
Molte sono le grotte presenti nella provincia che, in molti casi, rappresentano primati nazionali.
L'abisso di Malga Fossetta è una profonda cavità situata nel comune di Enego e fa parte di un complesso carsico, quello dell'altopiano di Asiago, ricco di grotte (2.562 esplorate al 2009). L'Abisso di Malga Fossetta, con la sua profondità conosciuta di oltre 1.000 m, risulta una delle cavità più profonde d'Italia. Recenti esplorazioni vedono una possibile connessione con la vicina grotta della Bigonda (una delle grotte italiane più estese) che porterebbe così la profondità dell'abisso ad oltre 1.400 m, facendone, in caso ciò fosse accertato, la grotta più profonda d'Italia e una delle più profonde del pianeta.
Il Buso della Rana è invece la più estesa grotta italiana ad un solo ingresso e si trova nel comune di Monte di Malo, presso Contrà Maddalena, lungo la strada che da Monte di Malo porta verso la frazione di Priabona. L'estensione totale dello sviluppo in proiezione orizzontale raggiunge i 27 km, mentre il dislivello totale è all'incirca di 300 metri. La grotta si sviluppa sotto l'altopiano del Faedo-Casaron, interessato da evidenti fenomeni carsici.
La grotta del Broion sita nel comune di Longare in località Lumignano, è una cavità-inghiottitoio di tipo carsico, che si apre sul versante meridionale del monte Broion a circa 150 m s.l.m. Il monte Broion si trova sul lato orientale del complesso dei colli Berici, un sistema collinare situato a sud del margine prealpino con la pianura e che appare in continuità morfotettonica con i Monti Lessini. Nel 1951 in questa grotta sono state ritrovate dal geologo Piero Leonardi significative tracce dell'uomo di Neandertal.
Le grotte di Oliero sono invece un complesso cavernicolo che si trova alle pendici del massiccio dell'altopiano dei Sette Comuni, in prossimità dell'abitato di Oliero (Comune di Valstagna). Dalle grotte hanno origine le sorgenti del fiume Oliero (uno dei fiumi più corti d'Europa), che vengono considerate tra le più importanti sorgenti valchiusane d'Europa.

## Storia

### Preistoria
I depositi stratigrafici rinvenuti nelle grotte e nei covoli (i ripari sottoroccia) dei colli Berici e delle montagne vicentine - che fornivano riparo a cacciatori e raccoglitori del Paleolitico e del Mesolitico (250.000 - 6.500 a.C.) - testimoniano di insediamenti ultramillenari e fanno del Vicentino una tra le aree meglio documentate nel panorama della preistoria italiana. Importanti sono anche i ritrovamenti del Neolitico (6.500 - 3.400 a.C.) - in particolare quelli della zona delle Valli di Fimon - dove gruppi umani stabili vivevano in villaggi su palafitte e praticavano l'agricoltura e l'allevamento, accanto alle tradizionali attività della caccia e della raccolta.
Numerosi reperti dimostrano che anche nelle successive Età del rame (3.400 - 2.300 a.C.) ed Età del bronzo (2.300 - 950 a.C.) furono densamente abitate l'area berica e le aree pedemontane, dalle quali si potevano estrarre i minerali utili alla manifattura di oggetti.
L'Età del ferro (metà X secolo a.C. - metà I secolo a.C.) è caratterizzata, oltre che dall'introduzione della metallurgia del ferro, dallo sviluppo della civiltà dei Veneti. Nel corso del VI secolo a.C. si formò, in posizione strategica presso la confluenza dei fiumi Astico e Retrone, un importante insediamento, che in seguito avrebbe originato la città di Vicenza. Esso colonizzò la fascia prealpina per sfruttare le sue risorse con la creazione di numerosi villaggi di case seminterrate, colonizzazione che raggiunse la massima intensità tra il V e il IV secolo a.C.
Secondo alcuni autori, la prima popolazione del territorio vicentino fu quella degli Euganei; tra l'inizio del IX secolo a.C. e la fine dell'VIII, essi vennero scacciati verso le valli montane dall'invasione dei Veneti, che provenivano dalla regione Danubiana; forse tra l'VIII e il III secolo a.C. le due popolazioni si fusero; di sicuro, quando arrivarono i Romani, i Veneti che li accolsero pacificamente e con essi subito si allearono, erano la popolazione dominante.

### Epoca romana
Con l'arrivo dei romani nella seconda metà del II secolo a.C., vi fu una completa assimilazione della popolazione veneta. Vicetia nel 49 a.C. divenne municipium romano optimo iure, cioè con pienezza di diritti civili e politici e iscritta alla tribù Menenia.
Il municipium comprendeva tutta la pianura intorno a Vicenza, arrivando a ovest e a nord fino a dove ora si trovano Arzignano, Montecchio Maggiore, Sovizzo, Schio e Chiuppano, mentre le popolazioni delle valli prealpine del Chiampo, dell'Agno, del Leogra e dell'Astico godevano solo dello jus latium. Ad est il municipium Vicetiae era delimitato dal fiume Brenta, a sud confinava con quelli di Padova e di Verona, arrivando a comprendere i territori degli attuali comuni di Montegalda, Noventa e Lonigo. Bassano e sotto la sua giurisdizione vi era anche Acelum, l'odierna Asolo.
I Romani costruirono numerose strade, sia per scopi commerciali che militari, per avere cioè la possibilità di spostare rapidamente le truppe. Il territorio venne centuriato, cioè organizzato secondo lo schema che prevedeva un reticolo ortogonale di strade, canali e appezzamenti agricoli destinati ai coloni. Secondo l'uso romano, i proprietari terrieri risiedevano in città e controllavano il territorio, dal quale ricavavano le risorse per pagare i tributi erariali.

### Alto Medioevo
Già durante il Regno longobardo il territorio vicentino comincia ad assumere una propria identità politica con la creazione del Ducato di Vicenza. Rispetto all'attuale, il territorio doveva essere più esteso a scapito di quello padovano, essendo stata la città di Padova conquistata una quarantina d'anni dopo quella di Vicenza e per questo penalizzata nell'ambito del regno.
È probabile che la stessa configurazione sia continuata anche durante il periodo franco e carolingio, stando ad alcuni documenti che parlano del comitatus vicentinus.
Nel periodo successivo, come altre zone dell'Italia settentrionale, il territorio venne devastato a più riprese dalle scorrerie degli Ungari. Quando si consolidò nuovamente l'Impero sotto la dinastia degli Ottoni, questi stabilirono un rapporto privilegiato con i vescovi di Vicenza, cui diedero in feudo larghe parti del territorio - altre divennero invece possedimento del conte e di signori rurali - insieme con diritti e privilegi e l'autorizzazione a costruire e a possedere fortificazioni.
I vescovi, a loro volta, concessero in feudo larga parte del territorio, specialmente quella paludosa e malsana della pianura, ai monasteri benedettini maschili e femminili - in particolare a quelli dei santi Felice e Fortunato e di San Pietro, appena fuori le mura di Vicenza - con lo scopo di bonificarlo e di renderlo produttivo. Di questo resta traccia in molti documenti, siti e toponimi.

### Basso Medioevo

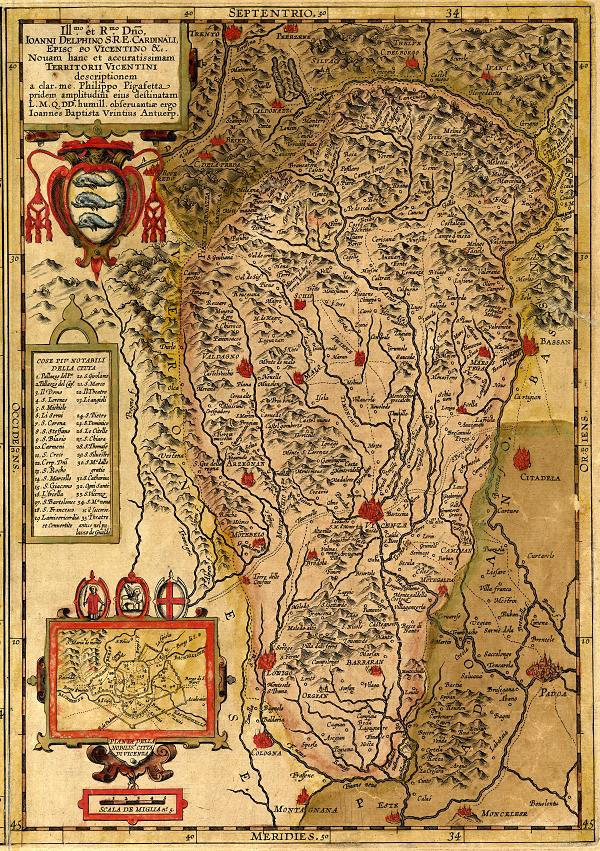
Carta del territorio vicentino, 1608

### Età contemporanea

#### Il periodo napoleonico
Tra il 1797 e il 1805 il territorio vicentino - come tutta la regione - subì un alternarsi dell'occupazione da parte della Francia e dell'Impero asburgico. Nel 1805, per la terza volta, le armate di Napoleone rioccuparono il Veneto, che venne annesso al Regno d'Italia - parte dell'Impero francese - e vi rimase fino al novembre 1813.
Otto anni che permisero di attuare varie riforme. L'organizzazione amministrativa si articolò in Dipartimenti (il territorio vicentino - anche se non coincidente esattamente con quello attuale - divenne il Dipartimento del Bacchiglione) che, come i Dipartimenti francesi, prendeva il nome dal fiume che passava per il capoluogo, cioè Vicenza.
Il Dipartimento fu creato dopo l'annessione al Regno d'Italia di Venezia e le sue dipendenze (Istria e Dalmazia) il 1º maggio 1806. Subì alcune modifiche di confini il 22 dicembre 1807, nel luglio 1810 e il 28 settembre 1810, con l'inclusione di zone come quella di Lonigo, Castelfranco Veneto e Bassano, provenienti dai dipartimenti dell'Adige, del Piave e del Tagliamento.
Il Dipartimento era suddiviso in cinque distretti, quindici cantoni e centocinquantaquattro comuni.
Fu introdotto il Codice Napoleonico ispirato ai principi della Rivoluzione francese, furono istituite l'anagrafe presso i comuni (fino ad allora il registro dello stato civile era tenuto dalle parrocchie) e la gendarmeria. Queste riforme, ma soprattutto l'aumento delle tasse e l'imposizione della leva militare obbligatoria, crearono molto scontento, che si espresse in tumulti, duramente repressi dai francesi.

#### Il Regno Lombardo-Veneto
Con la costituzione del Regno Lombardo-Veneto appartenente all'Impero d'Austria, il Dipartimento fu ridenominato Provincia di Vicenza.
Nel 1853 il comune di San Pietro in Gu, su decisione delle autorità austriache, venne trasferito alla provincia di Padova.

#### Il Regno d'Italia
Nel 1866, in seguito alla terza guerra d'indipendenza, il Veneto fu annesso al Regno d'Italia, restando invariata la perimetrazione delle province, secondo le disposizioni del decreto Rattazzi emanato nel 1859 dal governo sabaudo.
Nel 1923 cedette il comune di San Giovanni Ilarione alla provincia di Verona.

#### Il Vicentino e la seconda guerra mondiale
Durante la seconda guerra mondiale la parte nord della provincia fu annessa per tre anni al terzo Reich (dal 1943 al 1945): il nuovo confine partiva da Bassano del Grappa e giungeva fino ai confini di Vicenza, per poi congiungersi con la provincia di Trento, ma in ampia scala la provincia fu sotto influenza tedesca (in particolare le zone prealpine). Nel 1945 tra gennaio e aprile, le forze angloamericane bombardarono pesantemente l'intera provincia, in particolare i maggiori centri (Bassano, Thiene, Schio, Asiago e Vicenza), per dare supporto alla Lotta di liberazione, ma il confine geo-militare continuò a esistere fino al 5 maggio e si spostò dai confini del Tretto di Schio ai confini di Arsiero, per poi prolungarsi da Asiago a Tonezza del Cimone.

### Simboli

#### Stemma provinciale

Lo stemma provinciale

Nello stemma provinciale, concesso con regio decreto del 15 aprile 1938, sono rappresentati, in campo azzurro, quattro monumenti ossari d'argento posti su una verde campagna, rappresentazioni dell'Ossario del Pasubio, dell'Ossario del Monte Cimone, del Sacrario Militare del Monte Grappa e del Sacrario Militare di Asiago; il campo mediano della parte superiore, interzata in palo, racchiude la croce argentata su fondo rosso, stemma della città di Vicenza; quella inferiore è suddivisa in due sezioni verticali da un palo diminuito d'oro.
Gli ossari raccolgono le spoglie di circa 85.000 soldati, anche se i dispersi sui monti vicentini risultano ancora di decine di migliaia. Le montagne della provincia furono infatti teatro di cruenti combattimenti soprattutto con le battaglie sul Pasubio, sul monte Cimone di Tonezza e sull'altopiano di Asiago nel corso della Frühjahrsoffensive del 1916; dell'Ortigara e dello Zebio nel 1917 e dei Tre Monti e del monte Grappa nel 1918.

#### Gonfalone
Il gonfalone, concesso con R.D. del 27 settembre 1938, è un drappo di bianco, con bordura rossa con ricami in oro e raffigurazioni negli angoli (da sinistra in senso orario, il Leone di San Marco posto sulle colonne di Piazza dei Signori a Vicenza, la Basilica Palladiana, un grappolo d'uva, una pannocchia e una ruota dentata a simboleggiare l'operosità del vicentino e, in ultimo, dei rilievi montuosi). Al centro si trova lo stemma provinciale.

## Monumenti e luoghi d'interesse

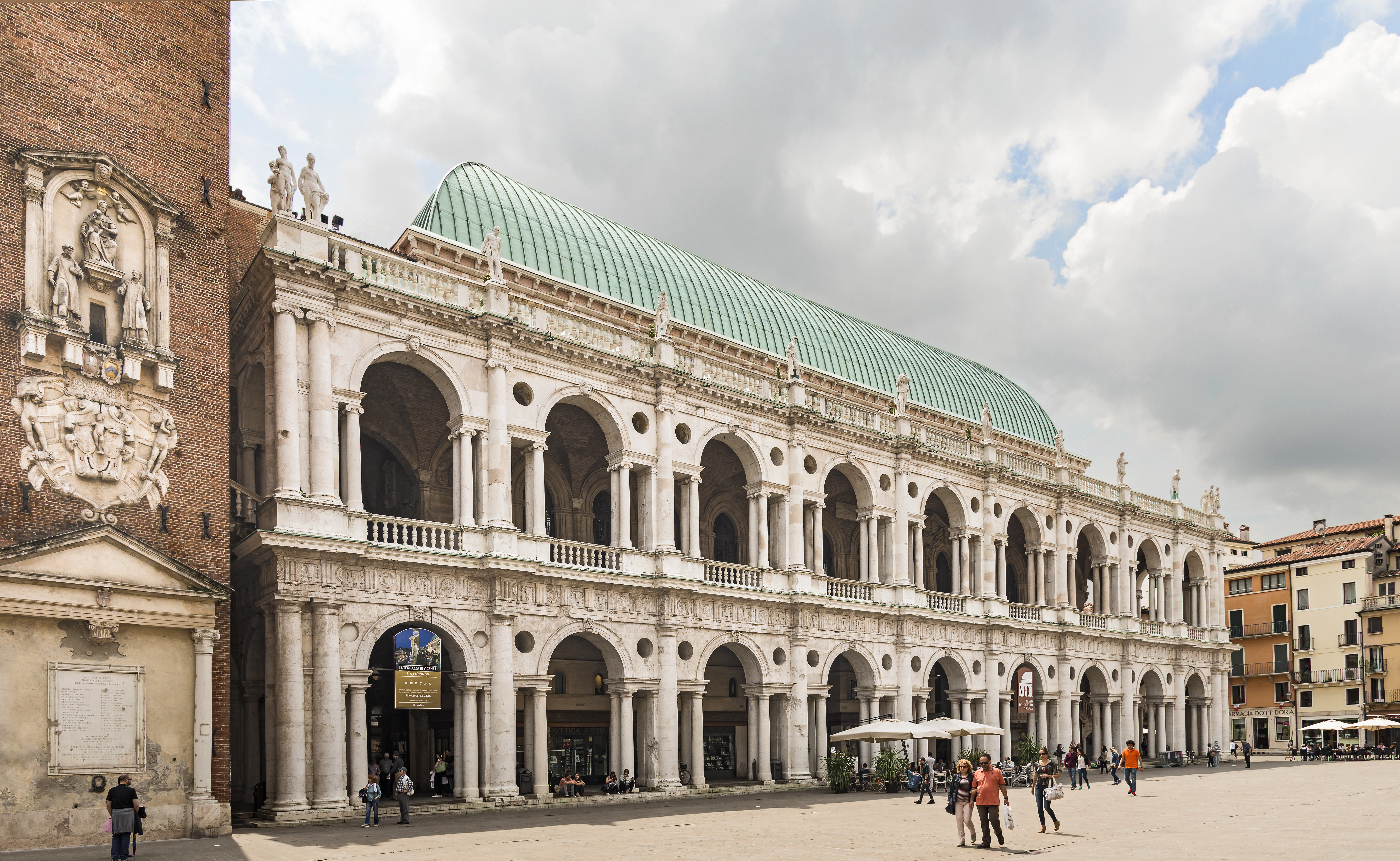
La Basilica Palladiana a Vicenza

La provincia è ricca di monumenti, palazzi, chiese e ville che testimoniano i diversi momenti storico-artistici della sua storia. Dal 1994 Vicenza "città del Palladio" è stata dichiarata Patrimonio dell'umanità dall'UNESCO e nel 1996 il riconoscimento è stato esteso alle ville palladiane del Veneto, per la maggior parte situate nel vicentino.
La Basilica Palladiana di Vicenza - tra le opere più note di Palladio assieme a Villa Almerico Capra "La Rotonda" - è stata dichiarata anche monumento nazionale.

### Architetture civili

#### Ville

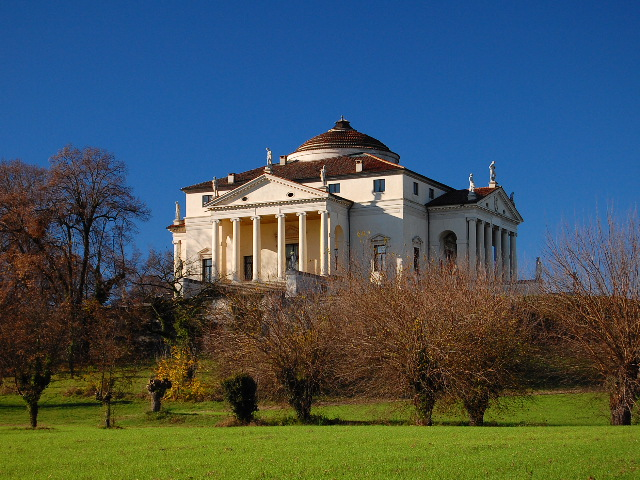
Villa Almerico Capra La Rotonda a Vicenza

Il territorio vicentino è caratterizzato dalla presenza di numerose ville venete, risalenti alla dominazione della Repubblica di Venezia. Tra esse spiccano quelle progettate da Andrea Palladio: la maggior parte delle ville palladiane del Veneto dichiarate patrimonio UNESCO sono infatti situate nella provincia (16 su 24).

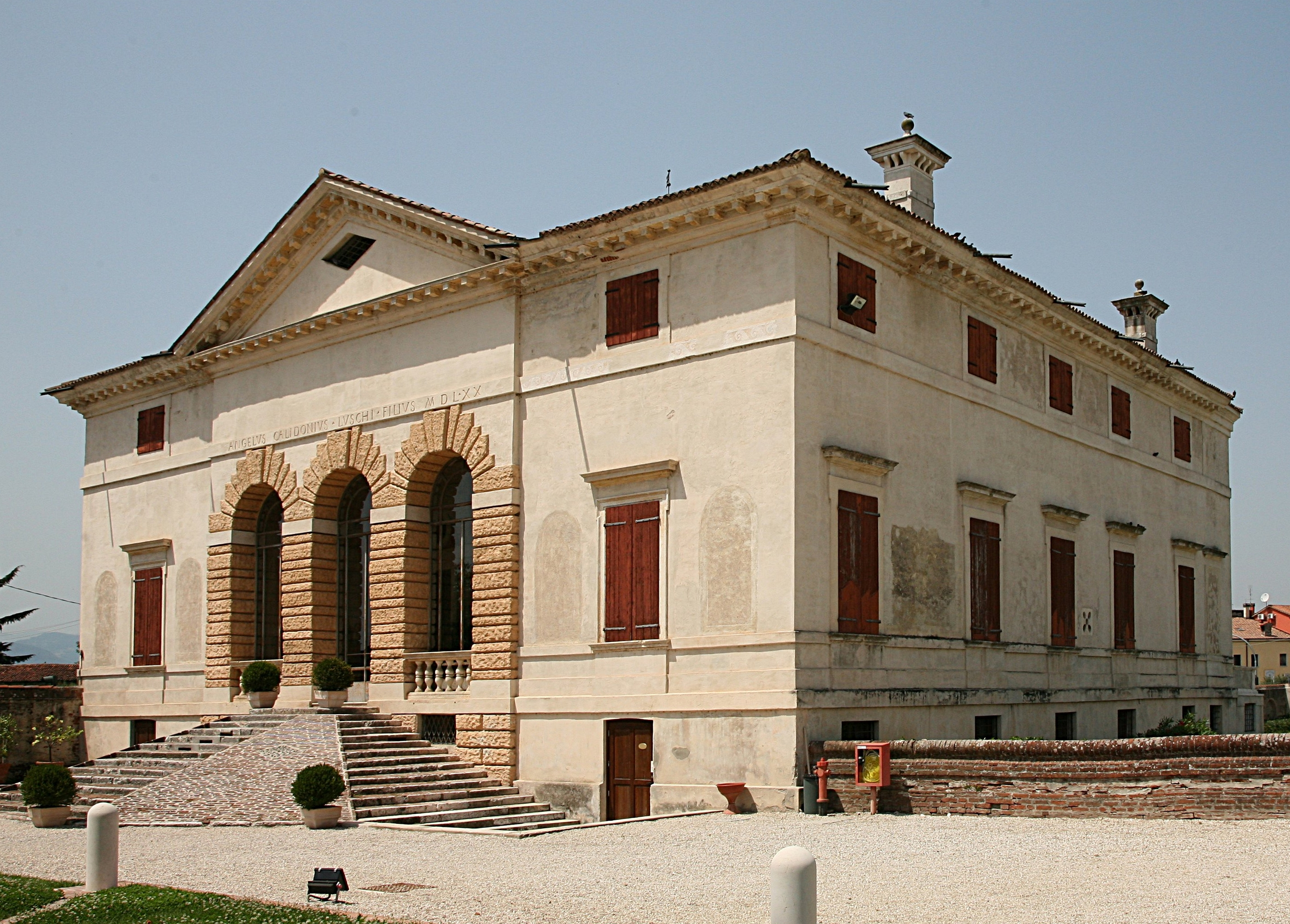
Villa Caldogno a Caldogno
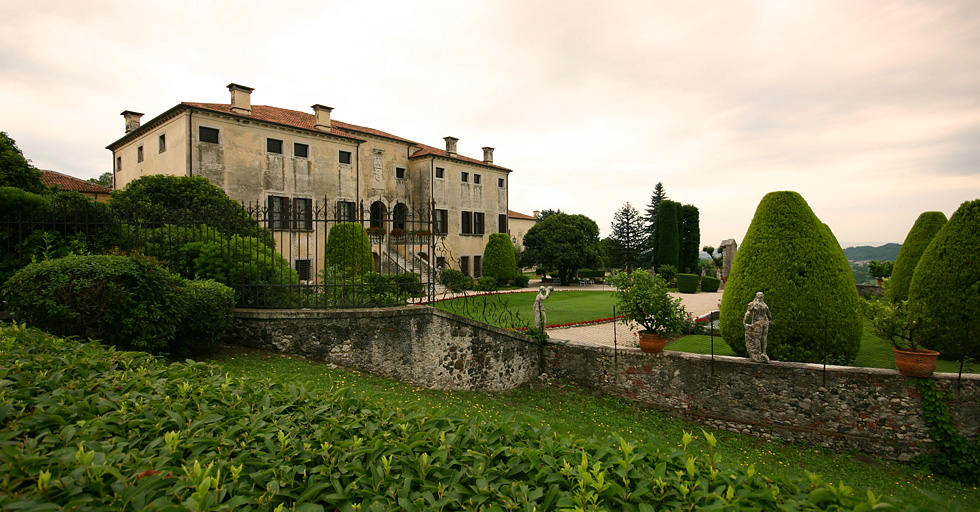
Villa Godi a Lugo
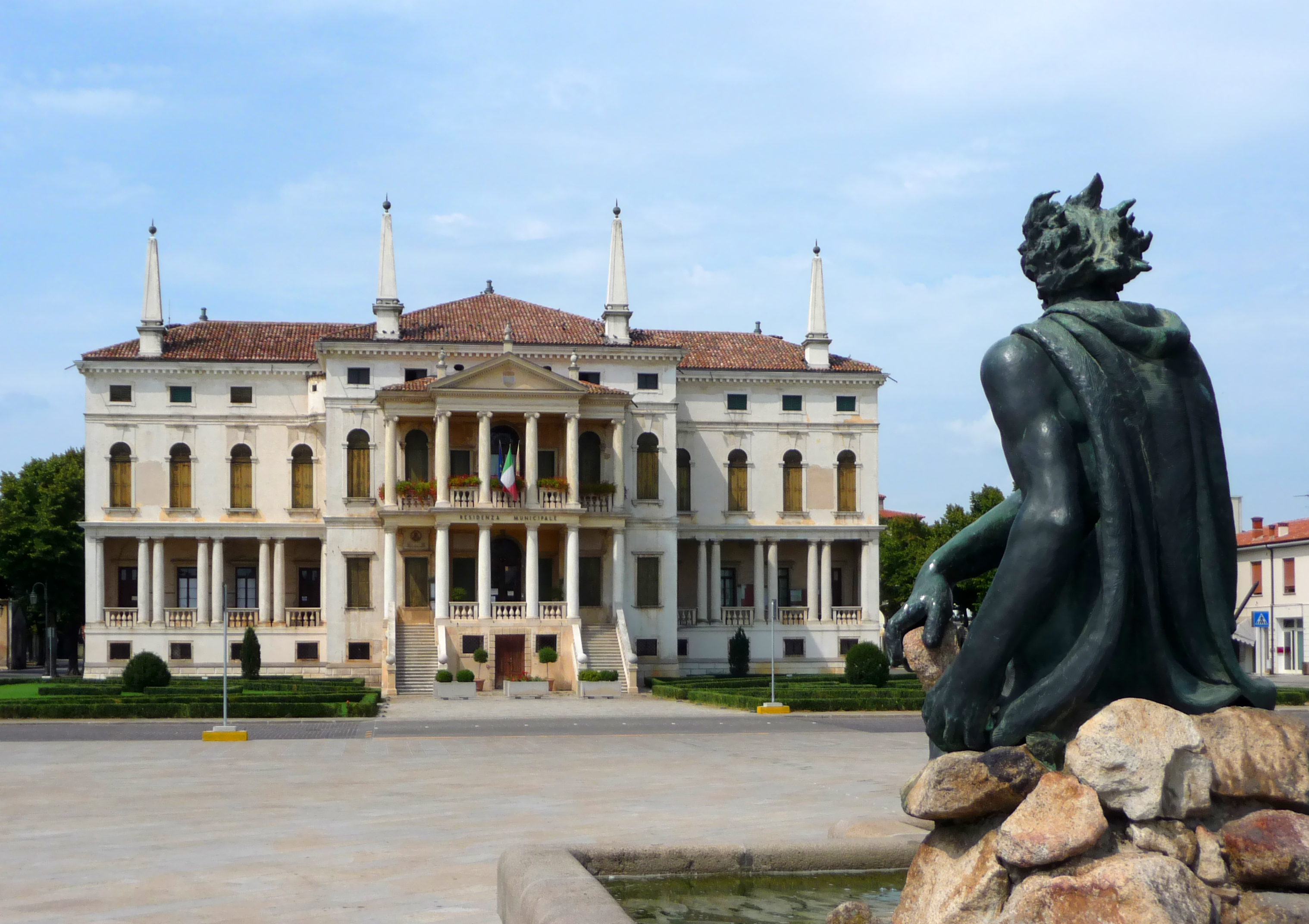
Villa Barbarigo a Noventa Vicentina

## Società

### Evoluzione demografica
Abitanti censiti

### Etnie e minoranze straniere

Popolazione straniera nei comuni della provincia al 31 dicembre 2020

Al 31 dicembre 2020 la popolazione straniera residente in provincia contava 81 961 persone su 854962
, pari al 9,59% della popolazione totale. Con riferimento al 31 dicembre 2020 (81 961 stranieri residenti) queste erano le nazionalità più numerose:
1. Romania, 14 427
2. Serbia, 7 961
3. India, 6 017
4. Marocco, 5 174
5. Albania, 4 530
6. Cina, 4 163
7. Ghana, 3 795
8. Moldavia, 3 740
9. Bangladesh, 3 557
10. Bosnia Erzegovina, 2 555

Al 31 dicembre 2013 i comuni con la più alta percentuale di stranieri sul totale della popolazione erano Arzignano (20,4%) e Lonigo (20,4%), seguiti da San Pietro Mussolino (19,5%), Gambellara (19,3%) e Montecchio Maggiore (17,3%).

### Qualità della vita
| Anno | Qualità della vita (Sole 24 Ore) | Qualità della vita (Italia Oggi) | Rapporto Ecosistema Urbano (Legambiente) |
| ---- | -------------------------------- | -------------------------------- | ---------------------------------------- |
| 2012 | 26ª (-6)                         | 5ª (+3)                          | 25ª (+5)                                 |
| 2013 | 37ª (-11)                        | 9ª (-4)                          | 25ª (=)                                  |
| 2014 | 30ª (+7)                         | 7ª (+2)                          | 53ª                                      |
| 2015 | 35ª (-5)                         | 9ª (-2)                          | 46ª(+7)                                  |
| 2016 | 26ª(+9)                          | 9ª (=)                           | 80ª(-34)                                 |
| 2017 | 30ª(-4)                          | 4ª (+5)                          | 40ª(+40)                                 |
| 2018 | 17ª(+13)                         | 26ª (-22)                        | 49ª(-9)                                  |
| 2019 | 11ª(+6)                          | 14ª (+12)                        | 51ª(-2)                                  |
| 2020 | 25ª (-14)                        | 3ª (+11)                         | 58ª(-7)                                  |
| 2021 | 28ª (-3)                         | 17ª (-14)                        | 60ª(-2)                                  |
| 2022 | 38ª (-10)                        | 27ª (-10)                        | 37ª(+23)                                 |

Secondo l'Agenzia europea dell'ambiente, nel 2023 è risultata la 362ª città più inquinata in Europa (su un campione di 375 città) e la terza in Italia, dopo Cremona e Padova.

## Cultura

### Servizio bibliotecario provinciale vicentino (SBPV)
Aderisce a questo servizio la grande maggioranza delle biblioteche dei Comuni della Provincia di Vicenza, tramite convenzioni con l'Amministrazione provinciale e la Biblioteca civica Bertoliana di Vicenza.
I principali servizi offerti alle biblioteche aderenti sono: 
- Catalogazione centralizzata: un unico ufficio cataloga i nuovi acquisti di tutte le biblioteche della Provincia
- Trasporto librario, per il prestito tra le biblioteche
- Formazione professionale
- Catalogo collettivo delle biblioteche, ospitato sul sito di SBPV e interrogabile tramite il catalogo in linea

All'interno di SBPV sono state sviluppate due reti bibliotecarie, legate ai programmi gestionali in uso nelle biblioteche vicentine, al fine di poter offrire agli utenti servizi via web. Vi aderisce la maggior parte delle biblioteche provinciali, e sono:
- la Rete Biblioteche Vicentine (RBV). Vi aderiscono 55 biblioteche, delle quali 7 non aderenti a SBPV e che, quindi, non effettuano il servizio di prestito interbibliotecario
- le Biblioteche Vicentine On Line (Orbis Tertius). A questa rete aderiscono 24 biblioteche, tra cui Vicenza con le sue 8 sedi urbane e la sede storica Bertoliana. Vi fanno parte le biblioteche dei maggiori Comuni del Vicentino come Schio, Thiene, Arzignano, Valdagno, Bassano del Grappa[29].

### Musei

#### Musei nella città di Vicenza
- Musei civici di Vicenza:[30]
  - Museo di Palazzo Chiericati
  - Museo naturalistico archeologico
  - Museo del Risorgimento e della Resistenza
- Museo Diocesano
- Palladio Museum
- Gallerie di palazzo Leoni Montanari
- Museo storico scientifico naturalistico del Seminario vescovile[31]
- Basilica di Monte Berico e raccolta ex voto del santuario
- Museo del gioiello[32]
- ViArt Centro Espositivo dell'Artigianato Artistico Vicentino[33]
- Museo della scienza e della tecnica – MUST (presso ITIS Rossi)[34]
- Collezione privata "Da Schio"[35]
- Santi Felice e Fortunato Museum[36]

#### Musei in provincia di Vicenza
Asiago
- Centro di informazione multimediale sulla Grande Guerra[37]
- Forte Interrotto
- Museo all'aperto di Monte Zebio[38]
- Museo della grande guerra 1915-18 Battaglia Tre Monti
- Museo naturalistico didattico Patrizio Rigoni
- Museo del Sacrario di Asiago
- Museo dell'acqua[39]

Bassano del Grappa
- Museo civico
  - Palazzo Bonaguro
  - Museo della ceramica
  - Museo della stampa Remondini
- Museo degli Alpini
- Poli Museo della grappa
- Museo "Hemingway e volontariato americano nella grande guerra"[40]

Breganze
- Museo del maglio[41]
- Antica Officina Radin - Piccolo Museo dell'artigianato breganzese[42]

Brendola
- Mostra permanente di reperti archeologici[43][44]
- Museo d'arte orientale Obrietan[45][46]

Chiampo
- Museo francescano "Aurelio Menin"[47]

Chiuppano
- Museo naturalistico delle Bregonze[48]
- Museo della Grande Guerra[49]

Costabissara
- Esposizione archeologica permanente[50]

Crespadoro
- Museo etnografico[51]

Foza
- MECF (Museo etnografico della comunità di Foza)[52]

Gallio
- Museo dei fossili dell'Altopiano[53]

Gambellara
- Museo del vino Zonin[54]

Grancona
- Museo della civiltà contadina "Carlo Etenli"[55]

Isola Vicentina
- Mostra didattica permanente "Communitas Insularum"[56]

Lonigo
- Museo degli ex voto del Santuario della Madonna dei Miracoli[57]
- Museo della pesca[58]

Lugo di Vicenza
- Museo dei fossili Pierluigi Malinverni[59]

Lusiana Conco
- Museo Palazzon[60]
- Villaggio preistorico del Monte Corgnon[61]
- Parco del Sojo
- Giardino alpino "Dario Broglio"[62]

Malo
- Museo dell'arte serica e laterizia[63]
- Museo Casabianca[64]
- Museo della civiltà rurale della Val Leogra[65]
- Museo Mondonovo Maschere

Marostica
- Castello inferiore - Museo dei costumi e delle armi della partita a scacchi[66]
- Ecomuseo della paglia nella tradizione contadina[67]
- Museo ornitologico "Massimino Dalla Riva"[68]

Monte di Malo
- Museo Paleontologico del Priaboniano "Renato Gasparella"[69][70]
- Parco del Buso della Rana

Montecchio Maggiore
- Museo di archeologia e scienze naturali Giuseppe Zannato
- Museo delle forze armate 1914-1945

Montegalda
- MUVEC - Museo veneto delle campane[71]
- Mostra permanente di Antonio Fogazzaro[72]

Nove
- Museo civico della ceramica "Giuseppe De Fabris"[73]

Orgiano
- Museo della vita quotidiana e lavoro in villa

Pove del Grappa
- Museo dello scalpellino "A. Bosa"[74]

Recoaro Terme
- Museo della vita del soldato nella Grande Guerra
- Sito archeologico località Campetto e Cima Marana[75]
- Museo internazionale delle impronte dei grandi della fisarmonica[76]

Roana
- Museo dei cuchi[77]
- Museo storico della Grande Guerra 1915-1918
- Museo storico militare forte di Punta Corbin
- Collezione Rovini
- Museo della tradizione cimbra[78]
- Ecomuseo del Ghertele[79]

Romano d'Ezzelino
- Museo dell'automobile Bonfanti-Vimar

Rotzo
- Museo archeologico dei Sette comuni[80]
- Parco archeologico del Bostel

San Vito di Leguzzano
- Museo etnografico sulla lavorazione del legno

Salcedo
- Museo storico della bicicletta "Toni Bevilacqua"[81]

Santorso
- Museo archeologico dell'Alto vicentino
- Parco e villa Rossi

Schiavon
- Poli Museo della grappa

Schio
- Museo civico Palazzo Fogazzaro
- Spazio espositivo Lanificio Conte
- Laboratorio della civiltà industriale - Ecomuseo dell'Archeologia Industriale
- Mostra permanente "Il mondo dei treni in miniatura"[82]
- Giardino Jacquard
- Laboratorio didattico ambientale "Giocoscienza"[83]
- Nel Regno delle Farfalle - Museo naturalistico entomologico
- Museo geomineralogico e del caolino
- Museo del cavallo e degli attrezzi rurali[84]

Solagna
- Piccolo museo 1915-1918 "Roberto Favero" e trincea di San Giovanni[85]

Sossano
- Museo storia e memoria Colloredo[86]

Thiene
- Museo di arte sacra - Duomo di Thiene

Tonezza del Cimone
- Museo etnografico "Caselo dei Grotti"[87]
- Centro visite della Grande Guerra[88]

Valbrenta
- Museo diffuso Alta via del tabacco
- Covolo di Butistone
- Tagliata della Scala
- Museo etnografico Canal di Brenta[89]
- Museo di speleologia e carsismo "Alberto Parolini"[90]
- Museo delle cartiere di Oliero
- Museo del tabacco e del recuperante[91]

Valdagno
- Museo civico "Domenico dal Lago"[92]
- Museo delle macchine tessili[93]

Valli del Pasubio
- Segheria alla veneziana
- Sacrario militare del Pasubio
- Museo degli antichi mestieri[94]

Velo d'Astico
- Mostra fotografica permanente su "Antonio Fogazzaro e il suo Piccolo Grande Mondo"[95]

Villaverla
- Museo del forno Offmann - Fornace Trevisan[96]

### Cucina

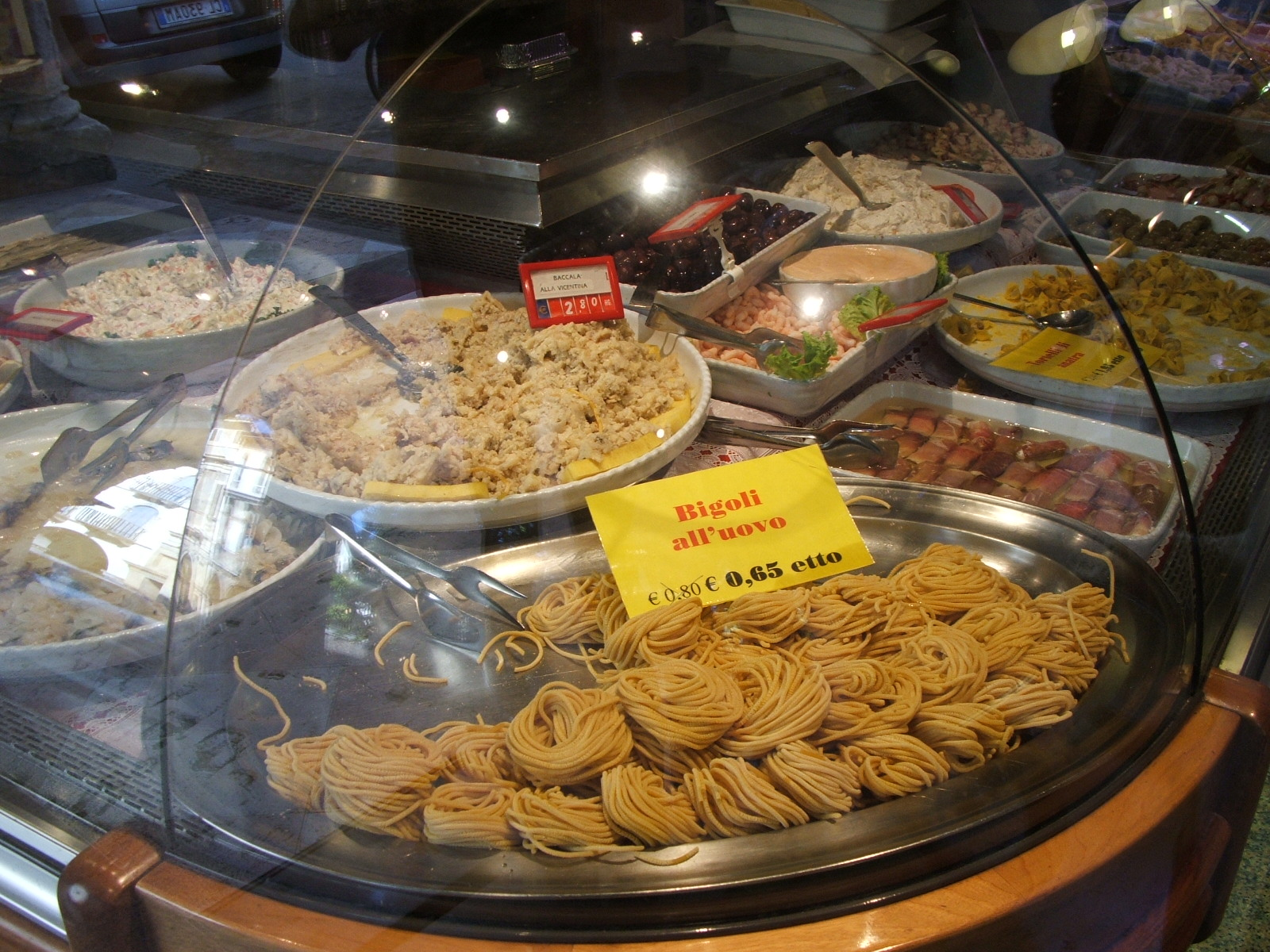
Specialità vicentine esposte nella vetrina di una gastronomia

La cucina vicentina è composta di piatti semplici, di tradizione contadina, che seguono l'andamento delle stagioni e dei relativi prodotti che si raccoglievano nei prati e nei boschi. Ogni piatto è legato ad una parte del territorio e le preparazioni si basano ancora oggi sui prodotti tipici, (molti dei quali inseriti nell'elenco dei Prodotti agroalimentari tradizionali italiani): i bisi di Lumignano (frazione di Longare), gli asparagi bianchi di Bassano, i torresani di Breganze, i formaggi di Asiago, le ciliegie di Marostica, il riso di Grumolo delle Abbadesse, la patata di Rotzo e il sedano di Rubbio (frazione di Lusiana Conco), i tartufi a Nanto, il broccolo fiolaro di Creazzo, la sopressa di Valli del Pasubio, gli gnocchi con la fioreta di Recoaro Terme o gli gnocchi di Posina. I piatti più tipici sono i bigoi all'arna (spaghetti di pasta fresca conditi con ragù d'anitra) (originari di Thiene e Zanè) e il baccalà alla vicentina.

#### Vini

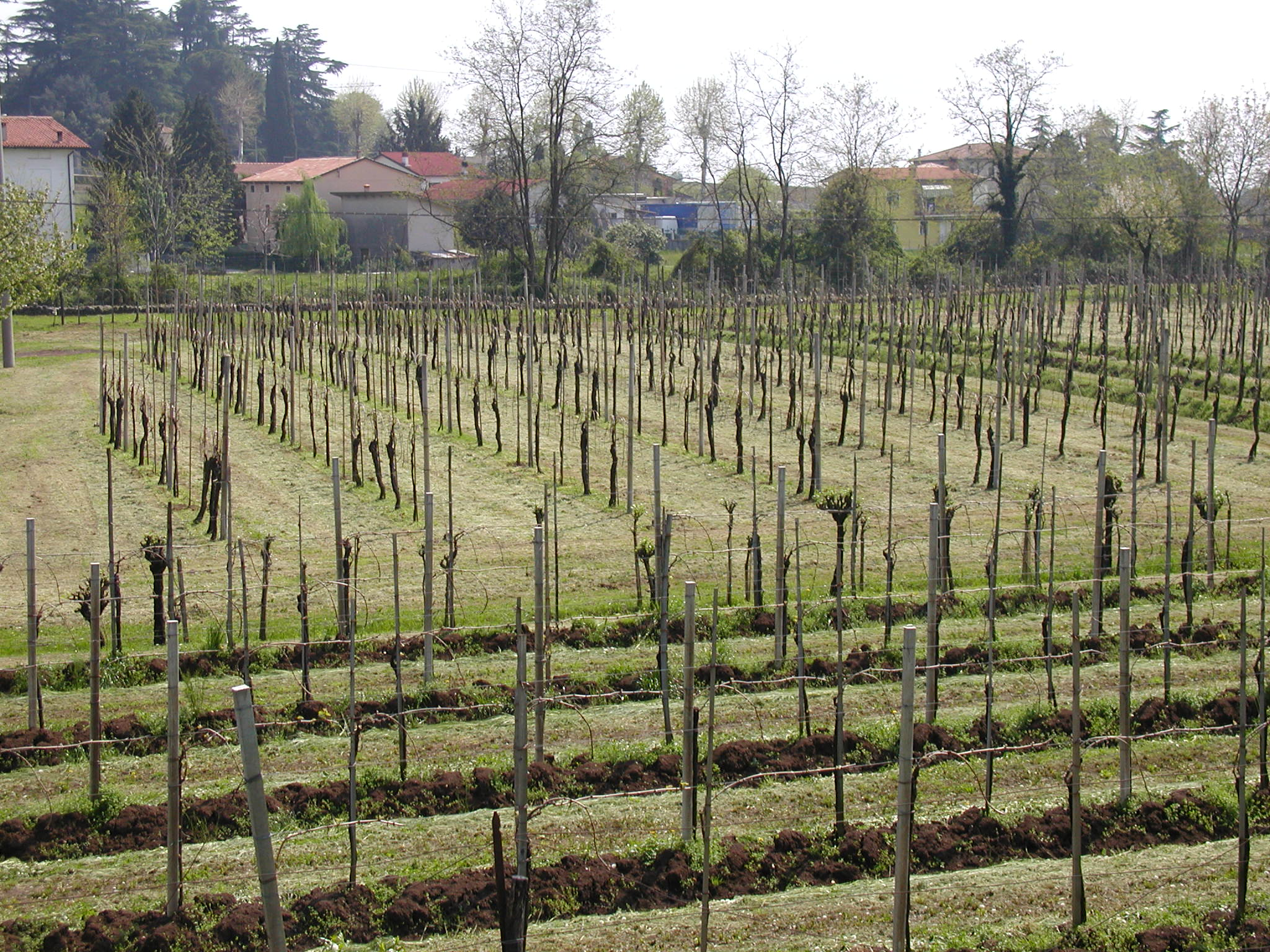
Vigne nel paese di Breganze

Il territorio della provincia di Vicenza presenta due zone particolarmente versate nella produzione del vino: l'area circostante Breganze e quella vicina a Gambellara. Si tratta di due zone collinari: Gambellara sorge allo sbocco della valle del Chiampo nella parte più meridionale dei Monti Lessini ed è circondata da dolci pendii la cui altitudine non supera i 300 m sul livello del mare; Breganze si trova invece nella fascia pedemontana, a sud dell'altopiano di Asiago, tra le vallate dei fiumi Astico e Brenta.
La zona di Gambellara è caratterizzata da un suolo ricco di minerali, essendo di origina vulcanica. I suoi pendii furono coltivati fin dall'antichità essendo dolci e fertili. Quattro i comuni della zona Doc: Gambellara, Montebello Vicentino, Montorso Vicentino e Zermeghedo, un'area dunque estremamente limitata. A Montebello è stata ritrovata una villa romana del I-II secolo d.C. con una vinaia, testimonianza della coltivazione dell'uva sin da tempi remoti. Si coltiva uva di qualità Garganega da cui si ricavano tre vini DOC: Bianco, Recioto e Vin santo.
La zona DOC di Breganze è più ampia, comprende infatti il territorio dei comuni di Breganze, Colceresa, Fara Vicentino, ed in parte quelli dei comuni di Bassano del Grappa, Lugo di Vicenza, Marostica, Montecchio Precalcino, Pianezze, Salcedo, Sandrigo, Sarcedo e Zugliano. Anche questa zona ha una remota origine vulcanica, ma è caratterizzata anche da depositi morenici e fluviali. Il terreno su cui si coltivano i frutti di qualità migliore è caratterizzato da depositi di ghiaia, un substrato eccellente in quanto altamente drenante per cui le viti non sono afflitte da malattie fungine. Il più antico e caratteristico vigneto è il Vespaiolo, che non è presente altrove, da cui si ricava anche il Torcolato, vino da dessert prodotto sin dal X secolo.

## Economia

### Agricoltura
In agricoltura troviamo:
- la coltivazione dell'asparago bianco nell'area del bassanese
- la produzione cerasicola nei comuni della pedemontana e dei Colli Berici, come Breganze, Caltrano, Calvene, Chiampo, Castegnero, Colceresa, Fara Vicentino, Marostica, Pianezze, Salcedo.
- la produzione del formaggio Asiago: le malghe presenti sull'altopiano dei Sette Comuni sono oltre 100 e costituiscono per estensione e per numero il più importante sistema d'alpeggio dell'intero arco alpino.
- la produzione di piselli nell'area dei colli berici, a Lumignano,
- la produzione di latte, nell'area di Bressanvido - Pozzoleone.
- la produzione di vino nell'area dei Colli Berici, nella zona di Breganze e di Gambellara
- La produzione del broccolo fioraro nella zona di Creazzo

### Industria
Il settore industriale ricopre un ruolo primario ed ha soppiantato nel corso dell'ultimo mezzo secolo il predominante settore agricolo: dal secondo dopoguerra la provincia è stata infatti una delle maggiori interpreti del notevole sviluppo economico ed industriale del Nord-est italiano. Le attività economiche più rilevanti in provincia sono quella tessile, quella conciaria, l'estrazione del marmo, la lavorazione della ceramica, del mobile, ma soprattutto quella dell'oreficeria.
Sul territorio predominano le piccole e medie imprese, che fanno della provincia di Vicenza una delle più importanti a livello nazionale, e che si sono sviluppate dando luogo principalmente a 4 distretti industriali:
- il distretto della concia nella Valle del Chiampo, ad Arzignano, Chiampo, Montorso Vicentino, Zermeghedo e Montebello Vicentino,
- il distretto laniero e dei filati nelle città di Schio e di Valdagno (storicamente legate alle due grosse industrie locali, la Lanerossi e la Marzotto rispettivamente),
- il distretto orafo a Vicenza, Trissino e Camisano Vicentino
- il distretto dell'elettronica a Vicenza

Altre attività tipicamente legate al territorio sono:
- le distillerie a Bassano del Grappa, considerata la capitale mondiale della grappa
- i mobilifici a Bassano del Grappa
- la produzione della ceramica a Nove e a Vicenza.[97]

### Turismo
Il turismo riveste un ruolo sempre più importante nell'economia provinciale: la città di Vicenza con i suoi monumenti palladiani è classificata dal 1994 come patrimonio dell'umanità dall'UNESCO, a cui si sono aggiunte nel 1996 le ville palladiane del Veneto, per buona parte situate nella provincia. La città è tappa fissa nel "tour veneto" (vista anche la vicinanza con Venezia e Verona); le importanti manifestazioni fieristiche s'intersecano con l'offerta turistico culturale della città che è aumentata negli ultimi anni grazie all'apertura di nuovi musei e alla creazione di eventi di richiamo; nel 2011 è stato registrato un incremento del +14,1% di turisti. Il quotidiano londinese Times ha inoltre inserito nel 2012 Vicenza tra le 10 mete italiane più cool. Il turismo religioso, anche internazionale, è tradizionalmente attratto soprattutto dal Santuario della Madonna di Monte Berico.
Attrattive turistico-culturali sono anche i vicini Colli Berici, la città di Bassano del Grappa e la cittadina di Marostica. Parte integrante dell'offerta turistica locale è l'attiva enogastronomia, con prodotti tipici di eccellenza riscoperti in varie parti del territorio. Va considerato inoltre il turismo, sia estivo sia invernale, sull'altopiano di Asiago, ma anche negli altri centri montani, come Recoaro Terme e Tonezza del Cimone, e numerose mete escursionistiche, tra le quali una delle più note è la strada delle 52 gallerie sul Pasubio.

## Infrastrutture e trasporti
Vicenza e tutta la sua provincia hanno da sempre costituito un importante snodo del nordest italiano. È sempre esistita, per questo, una buona struttura viabilistica che, però, con il poderoso sviluppo economico degli anni settanta e ottanta ha cominciato a mostrare i suoi limiti.
Nel 2001 per volontà dell'Amministrazione provinciale di Vicenza è nata una società per azioni, Vi.Abilità, per un più efficace utilizzo delle risorse disponibili e per una più efficiente gestione della propria rete stradale che misura quasi 1300 km.
In questo periodo sono state messe in costruzione, dopo molti anni di dibattiti e rinvii, due opere importanti per la provincia quali la Pedemontana e la continuazione dell'autostrada Valdastico verso sud, in direzione Rovigo.
Per ciò che concerne, invece, la rete ferroviaria, che sta tornando importante per l'aumento delle problematiche ambientali, la provincia ha un sistema di ferrovie in varie zone, tra cui la ferrovia della Valsugana nell'omonima valle che giunge fino a Bassano del Grappa, la ferrovia Bassano-Venezia e la Bassano-Padova, la Vicenza-Treviso, la Vicenza-Schio e la principale che attraversa la città da ovest verso est cioè la Torino-Trieste.
Negli ultimi anni la Regione ha investito molte risorse per migliorare, ammodernare e velocizzare i collegamenti ferroviari. Non da ultimo il Veneto si piazza ai primi posti per età più giovane del materiale ferroviario con treni molto nuovi ed adatti a trasportare anche biciclette, in un'ottica di turismo e movimento sostenibile.

### Strade e autostrade

#### Autostrade
- A4 Serenissima: con i caselli di Montebello, Montecchio, Vicenza ovest, Vicenza est, e Grisignano
- A31 Valdastico: con i caselli di Noventa Vicentina, Agugliaro, Albettone-Barbarano, Longare-Montegaldella, Vicenza nord, Dueville, Thiene-Schio, e Piovene Rocchette (dove termina)
- SPV Superstrada Pedemontana Veneta: con i caselli di: Montecchio Maggiore sud - Montecchio Maggiore nord - Valle Agno - Malo, Breganze, Marostica-Pianezze-Colceresa, Bassano del Grappa ovest, Bassano del Grappa est-Rosà

#### Strade statali
- SS 11 Padana Superiore: trafficatissima nel circondario del capoluogo, tocca significative zone produttive del nord-est, passando pochi chilometri a sud delle Alpi, costeggiando il lago di Garda per terminare a Venezia.
- SS 46 Pasubio: ha inizio a Vicenza dalla periferia nordovest della città, e risale verso nord toccando i comuni di Costabissara, Isola Vicentina, Malo, Schio, Torrebelvicino, Valli del Pasubio e la località di Sant'Antonio; valica il passo Pian delle Fugazze ed entra in Trentino-Alto Adige.
- SS 47 Valsugana: tocca numerose zone produttive tra l'est del bassanese e parte del Trentino, passando vicina al lago di Levico ed al lago di Caldonazzo.
- SS 53 Postumia: importante direttrice da Vicenza a Treviso, impostata sul percorso dell'antica strada consolare romana.
- SS 246 di Recoaro: collega la frazione Alte Ceccato di Montecchio Maggiore a Valli del Pasubio attraverso la Valle dell'Agno.
- SS 247 Riviera Berica: attraversa la zona sud-est della provincia fino a Noventa Vicentina per poi proseguire verso Este in provincia di Padova.
- SS 248 Marosticana: collega Vicenza a Nervesa della Battaglia, attraversando la zona pedemontana che va dal capoluogo berico al Montello.
- SS 349 del Costo: inizia poco fuori Vicenza (in località Motta di Costabissara) e collega la pianura vicentina con l'altopiano dei Sette Comuni e la provincia di Trento.
- SS 500 Lonigo-Cologna: collega il settore meridionale della provincia di Vicenza con la provincia di Verona.

#### Strade provinciali
- SP 2 Zileri da Creazzo a Gambugliano
- SP 19 Dorsale dei Berici
- SP 45 dello Zovo: collega Schio a Valdagno per il passo dello Zovo, era il collegamento più diretto tra i due centri prima dell'apertura dell'omonimo tunnel.
- SP 46 del Pasubio: già SS 46, collega la città di Vicenza, con la città di Rovereto (provincia di Trento) risalendo la val Leogra da Schio fino al passo del Pian delle Fugazze e poi discendendo la Vallarsa fino a Rovereto.
- SP 52 Bassanese: collega la zona sud ovest della periferia di Bassano del Grappa con la SS 53 Treviso-Vicenza. Inizia nella frazione Marchesane di Bassano del Grappa e termina a Bolzano Vicentino dopo aver attraversato i territori di Nove, Pozzoleone e Bressanvido.
- SP 54 della Friola, è l'asse centrale della viabilità nel comune di Tezze sul Brenta. Termina nella frazione Friola del comune di Pozzoleone.
- SP 55 di Cusinati collega la località omonima al confine tra i comuni di Rosà e di Tezze sul Brenta con Rossano Veneto.
- SP 58 Ca' Dolfin collega Nove con Cartigliano e Rosà. Prende il nome dall'omonima villa, nel territorio di Rosà, lambita da questa strada.
- SP 60 Di Nove, collega la piazza di Nove con il centro di Marostica. Nella piazza di Nove interseca le SP 52 Bassanese e SP 58 Ca' Dolfin.
- SP 78 Della Fratellanza: unisce simbolicamente (donde il nome) le città di Bassano del Grappa e di Asiago.
- SP 81/82 di Posina e Laghi: collega Arsiero e la val d'Astico con la val Posina (81) passando per l'abitato di Posina e salendo fino al passo della Borcola che segna il confine con la provincia di Trento e la val Terragnolo; la diramazione 82 dall'abitato di Castana sale fino a Laghi.
- SP 99 Campogrosso: da Recoaro Terme all'ossario del Pasubio.
- SP 100 di Recoaro Mille: da San Quirico, frazione di Valdagno sulla SP 246, sale, passando presso la montagna Spaccata, a Borga e poi Fongara, frazione di Recoaro Terme, fino ad arrivare alla località di Recoaro Mille, luogo di escursioni estive e sport invernali, piste di sci e di fondo.
- SP 111 Gasparona: collega la zona commerciale di Thiene fino a Bassano del Grappa, sovrapponendosi alla SP 248 Marosticana all'altezza di Marostica e prendendo la strada statale Valsugana (SS 47) all'altezza dell'uscita di Bassano del Grappa - Rosà.
- SP 124 Priabonese: collega Malo e l'alto vicentino con la valle dell'Agno salendo fino al passo di Priabona e poi scendendo fino a incrociare la SP 246 nei pressi di Cereda di Cornedo Vicentino e Castelgomberto.
- SP 246 di Recoaro: già SS 246, risale tutta la valle dell'Agno da Montecchio Maggiore (connessione con SS 11), fino a Valdagno e poi Recoaro Terme, di qui sale al passo Xon per poi discendere, passando per Staro, fino a Valli del Pasubio ove incrocia la SP 46.
- SP 248 Marosticana: collega Vicenza a Nervesa della Battaglia (TV), inizia come una laterale di Corso Palladio, con il nome di contrà Porti, prosegue verso Marostica ove interseca la Nuova Gasparona, e dopo aver passato Bassano del Grappa entra nella provincia di Treviso costeggiando i colli Asolani.
- SP 349 del Costo: collega l'Alto vicentino con l'altopiano dei Sette Comuni. Una nota di merito per la tratta di 10 tornanti che parte dalla rotonda del cimitero di Caltrano, dopo il ponte dei Granatieri, e che arriva a Treschè Conca, per quanto riguarda il panorama unico del suo genere che offre agli automobilisti che la percorrono.

#### Principali trafori
- Tunnel Valdagno-Schio (Traforo dello Zovo): realizzato inizialmente per fini commerciali collegando Valdagno e la sua vallata alla città di Schio, località divise da alcune cime delle Prealpi vicentine. Evita di percorrere il passo dello Zovo.
- La galleria San Vito, lunga oltre 3 km, congiunge la frazione Primolano del comune di Cismon del Grappa in provincia di Vicenza al comune di Arsiè in provincia di Belluno.

#### Ponte Valgadena
- In provincia di Vicenza si trova il quarto ponte più alto d'Italia (175 m di luce nel suo punto massimo). Viene chiamato ponte Valgadena e si trova tra gli abitati di Foza ed Enego, sull'altopiano dei Sette Comuni.

### Rete ferroviaria
Le linee ferroviarie presenti sul territorio sono diverse:
- Linea Milano-Venezia con le stazioni di Lonigo, Montebello, Altavilla-Tavernelle, Vicenza, Lerino e Grisignano di Zocco.
- Linea Vicenza-Schio, interamente nel territorio della provincia di Vicenza, con le stazioni di Vicenza, Vicenza Anconetta, Cavazzale, Dueville, Villaverla-Montecchio, Thiene, Marano e Schio.
- Linea Vicenza-Treviso con le stazioni di Vicenza e Lisiera
- Linea Bassano-Padova con le stazioni di Bassano del Grappa, Rosà e Rossano Veneto
- Linea Trento-Venezia con le stazioni di Cismon del Grappa, San Marino, Carpanè-Valstagna, San Nazario, Solagna, Pove del Grappa (soppressa), Bassano del Grappa e Cassola.

La rete ferroviaria della provincia è basata, innanzi tutto, sulla stazione del capoluogo, che si trova nella linea Milano–Venezia e nella quale passano 7 milioni di passeggeri ogni anno.
La stazione è stata recentemente riammodernata ed ampliata ma nei prossimi anni si dovrà superare il problema della costruzione della TAV, la linea ad alta capacità e velocità, per la quale manca ancora un progetto condiviso per la provincia di Vicenza.

### Servizi di trasporto pubblico
Vi è un'azienda unica di trasporto pubblico chiamata SVT - Società Vicentina Trasporti che, dal 2016, ha inglobato le preesistenti due aziende di trasporto pubblico presenti nel territorio: le FTV (che operavano a livello provinciale) e l'AIM Mobilità (che operava a livello della città e dell'hinterland). Alcune tratte provinciali sono operate da Busitalia.
In passato le stesse FTV gestivano una vasta rete di tranvie che giunse all'estensione di oltre 130 km e si componeva delle seguenti direttrici:
- tranvia elettrica Vicenza-Valdagno-Recoaro Terme, con diramazione da Montecchio Maggiore a Chiampo, chiusa per tratte fra il 1961 e il 1980
- tranvia Vicenza-Noventa-Montagnana, con diramazione per Barbarano, chiusa definitivamente nel 1979
- tranvia Vicenza-Bassano del Grappa, soppressa nel 1961

Sempre nel territorio provinciale insisteva inoltre parte della tranvia San Bonifacio-Lonigo-Cologna Veneta, gestita dalla SAER e soppressa nel 1957.

## Istituzioni pubbliche

### Amministrazione Provinciale

#### Sedi dell'Amministrazione Provinciale
La sede principale della Provincia è sita presso Palazzo Godi-Nievo, un edificio palladiano che si affaccia su contrà Gazzolle, in pieno centro di Vicenza. Qui si trovano gli uffici del presidente, di alcuni uffici e le sale della giunta e del consiglio provinciale.
Palazzo Arnaldi e Palazzo Folco sono altri due palazzi rinascimentali di Vicenza che ospitano le sedi di altri uffici.
Villa Cordellina Lombardi è invece la sede di rappresentanza dell'ente provinciale. Si tratta di una villa palladiana sita a Montecchio Maggiore che viene utilizzata per convegni ed eventi di spessore.
A Bassano del Grappa, Schio, Valdagno e Lonigo esistono altri uffici decentrati.

## Comuni
Negli anni la provincia di Vicenza ha perso i comuni di San Pietro in Gu (passato in provincia di Padova nel 1853) e San Giovanni Ilarione (passato in provincia di Verona nel 1923).
Nel corso degli ultimi anni, diversi comuni si sono fusi per creare nuove realtà amministrative; è il caso di Val Liona nato nel 2017 dalla fusione di Grancona e San Germano dei Berici, Barbarano Mossano, nato nel 2018 dalla fusione di Barbarano Vicentino e Mossano e i nuovi comuni (nati nel 2019) di Colceresa (a seguito della fusione di Mason Vicentino e Molvena), Lusiana Conco (dalla fusione dei due precedenti comuni omonimi) e Valbrenta (nato dalla fusione di Campolongo sul Brenta, Cismon del Grappa, San Nazario e Valstagna).
Appartengono alla provincia di Vicenza i seguenti 113 comuni:
- Agugliaro
- Albettone
- Alonte
- Altavilla Vicentina
- Altissimo
- Arcugnano
- Arsiero
- Arzignano
- Asiago
- Asigliano Veneto
- Barbarano Mossano
- Bassano del Grappa
- Bolzano Vicentino
- Breganze
- Brendola
- Bressanvido
- Brogliano
- Caldogno
- Caltrano
- Calvene
- Camisano Vicentino
- Campiglia dei Berici
- Carrè
- Cartigliano
- Cassola
- Castegnero
- Castelgomberto
- Chiampo
- Chiuppano
- Cogollo del Cengio
- Colceresa
- Cornedo Vicentino
- Costabissara
- Creazzo
- Crespadoro
- Dueville
- Enego
- Fara Vicentino
- Foza
- Gallio
- Gambellara
- Grisignano di Zocco
- Grumolo delle Abbadesse
- Isola Vicentina
- Laghi
- Lastebasse
- Longare
- Lonigo
- Lugo di Vicenza
- Lusiana Conco
- Malo
- Marano Vicentino
- Marostica
- Monte di Malo
- Montebello Vicentino
- Montecchio Maggiore
- Montecchio Precalcino
- Montegalda
- Montegaldella
- Monteviale
- Monticello Conte Otto
- Montorso Vicentino
- Mussolente
- Nanto
- Nogarole Vicentino
- Nove
- Noventa Vicentina
- Orgiano
- Pedemonte
- Pianezze
- Piovene Rocchette
- Pojana Maggiore
- Posina
- Pove del Grappa
- Pozzoleone
- Quinto Vicentino
- Recoaro Terme
- Roana
- Romano d'Ezzelino
- Rossano Veneto
- Rosà
- Rotzo
- Salcedo
- San Pietro Mussolino
- San Vito di Leguzzano
- Sandrigo
- Santorso
- Sarcedo
- Sarego
- Schiavon
- Schio
- Solagna
- Sossano
- Sovizzo
- Tezze sul Brenta
- Thiene
- Tonezza del Cimone
- Torrebelvicino
- Torri di Quartesolo
- Trissino
- Valbrenta
- Valdagno
- Valdastico
- Valli del Pasubio
- Val Liona
- Velo d'Astico
- Vicenza
- Villaga
- Villaverla
- Zanè
- Zermeghedo
- Zovencedo
- Zugliano

### Comuni più popolosi
Di seguito è riportata la lista dei dieci principali comuni della provincia di Vicenza ordinati per numero di abitanti al 31 maggio 2023 (dati:  31/5/2023):
| Pos. | Stemma | Comune di           | Popolazione (ab) | Superficie (km²) | Densità (ab/km²) | Altitudine (m.s.l.m.) |
| ---- | ------ | ------------------- | ---------------- | ---------------- | ---------------- | --------------------- |
| 1º   |        | Vicenza             | 110.133          | 80,57            | 1.385            | 39                    |
| 2º   |        | Bassano del Grappa  | 42.352           | 47,06            | 924              | 129                   |
| 3º   |        | Schio               | 38.520           | 66,21            | 590              | 200                   |
| 4º   |        | Valdagno            | 25.651           | 50,22            | 518              | 230                   |
| 5º   |        | Arzignano           | 25.295           | 34,19            | 749              | 118                   |
| 6º   |        | Thiene              | 23.798           | 19,70            | 1.234            | 147                   |
| 7º   |        | Montecchio Maggiore | 23.376           | 30,53            | 763              | 72                    |
| 8º   |        | Lonigo              | 15.863           | 49,42            | 333              | 31                    |
| 9º   |        | Cassola             | 15.150           | 12,74            | 1.159            | 92                    |
| 10º  |        | Malo                | 14.668           | 30,53            | 487              | 116                   |

### Unioni montane
Prima della pubblicazione della L.R. 28 settembre 2012, n. 40 "Norme in materia di unioni montane" (modificata dalla L.R. 49/2012), i comuni dell'alta provincia erano raggruppati in sei comunità montane. Successivamente la regione si è occupata della riforma di questi enti, trasformandoli in unioni montane.
L'iter si è concluso per i seguenti enti:
| Unione montana                                      | Sede                 | Numero comuni | Sito web                                         |
| --------------------------------------------------- | -------------------- | ------------- | ------------------------------------------------ |
| Unione montana Alto Astico                          | Arsiero              | 8             | Archiviato il 10 marzo 2014 in Internet Archive. |
| Unione montana Astico                               | Fara Vicentino       | 6             |                                                  |
| Unione montana Marosticense                         | Marostica            | 4             |                                                  |
| Unione montana Pasubio Alto Vicentino               | Schio                | 7             |                                                  |
| Unione montana Spettabile Reggenza dei Sette Comuni | Asiago               | 7             |                                                  |
| Unione montana del Bassanese                        | Carpanè di Valbrenta | 4             |                                                  |

Le comunità montane in via di riforma sono:
- Comunità montana Agno Chiampo

### Aziende Locali Sociosanitarie (Ulss)
A seguito della riforma regionale della sanità del 2016, le precedenti 4 ULSS provinciali sono state ridotte a due (unica provincia veneta oltre a Venezia ad avere due ULSS):
- Azienda Sanitaria ULSS 7 Pedemontana (formata dall'unione delle ex ULSS 3 Bassano del Grappa e ULSS 4 Altovicentino) con gli ospedali:
  - San Bassiano a Bassano del Grappa
  - Ospedale di Asiago ad Asiago
  - Alto Vicentino a Santorso[100]
- Azienda Sanitaria ULSS 8 Berica (formata dall'unione delle ex ULSS 5 Ovest Vicentino e ULSS 6 Vicenza) con gli ospedali:
  - San Bortolo a Vicenza
  - Milani a Noventa Vicentina
  - Cazzavillan ad Arzignano
  - San Lorenzo a Valdagno
  - Vittorio Emanuele III a Montecchio Maggiore
  - San Giovanni Battista a Lonigo